# ACTL7A
ACTL7A‏ (Actin like 7A) هوَ بروتين يُشَفر بواسطة جين ACTL7A في الإنسان.